# Žumberk u Nových Hradů
Žumberk (deutsch Sonnberg) ist ein Dorf in der Gemeinde Žár im Okres České Budějovice in Tschechien. Es liegt 30 Kilometer südöstlich von České Budějovice und ist ein typisch mittelalterliches Wehrdorf.

## Geographie
Žumberk liegt im Novohradské podhůří (Gratzener Gebirgsvorland). Nachbarorte sind Chudějov im Norden, Hrádek (Häusles), Olešnice und Žár (Sohors) im Nordosten, Božejov und Nové Hrady im Osten, Svébohy (Zweiendorf), Humenice (Maierhof) und Horní Stropnice im Südosten, Kamenná und Rychnov u Nových Hradů im Süden, Kondrač (Neudorf) und Klení (Gollnetschlag) im Süden, Čížkrajice (Sitzkreis) im Westen sowie Mezilesí (Trautmanns), Boršíkov und Trhové Sviny im Nordwesten.

## Geschichte

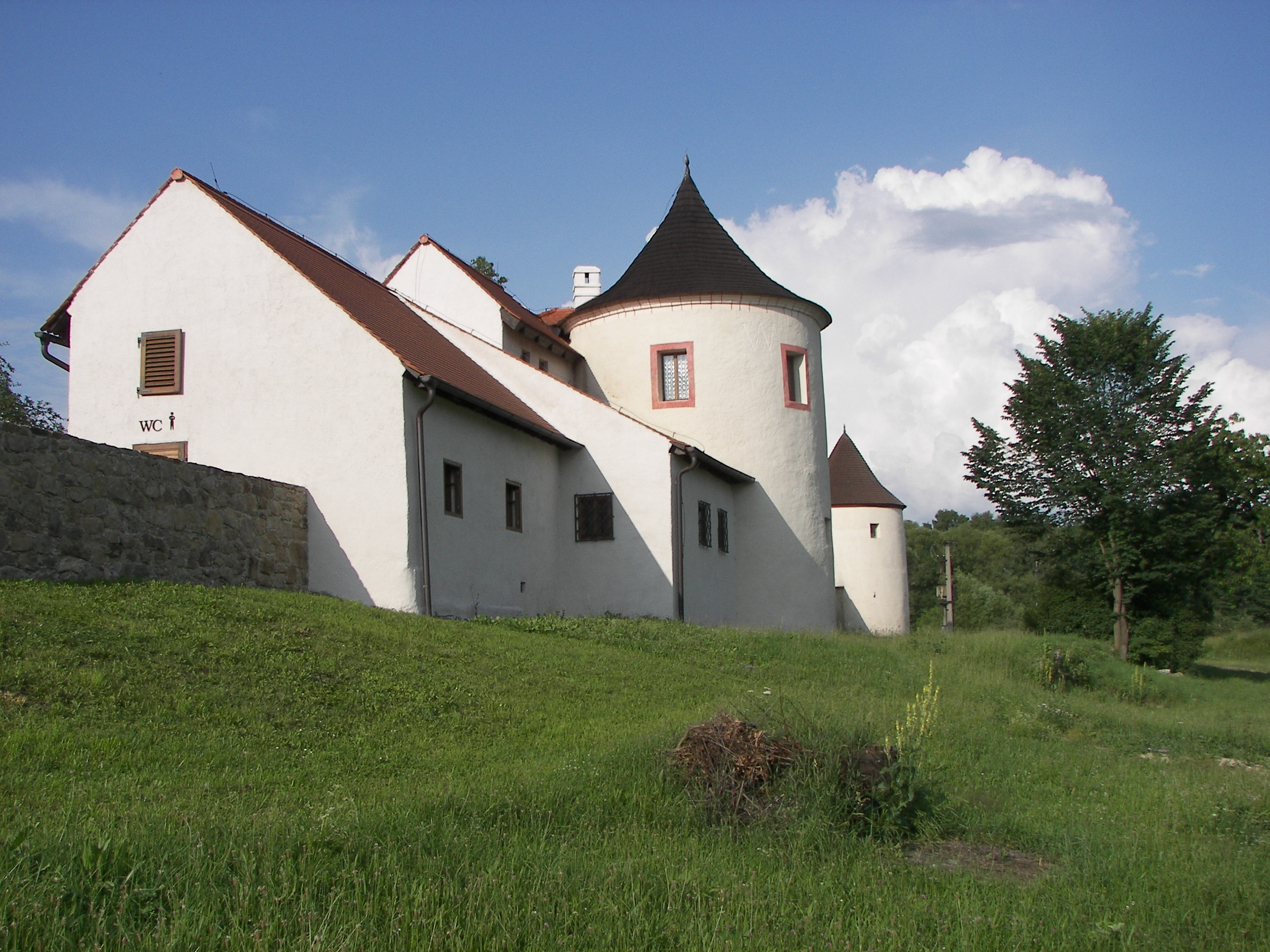
Feste Žumberk

Der Ort wurde erstmals 1279 als Sonnberg erwähnt, als es im Besitz eines Engelschalk war. Am 12. November 1281 tauschte Heinrich I. von Rosenberg mit einer in Rosenberg ausgestellten Urkunde u. a. drei andere Dörfer wieder gegen das Dorf Sonnberg ein. Daraus kann geschlossen werden, dass Sonnberg vermutlich Mitte des 13. Jahrhunderts von Heinrichs Vater Wok von Rosenberg gegründet worden war.

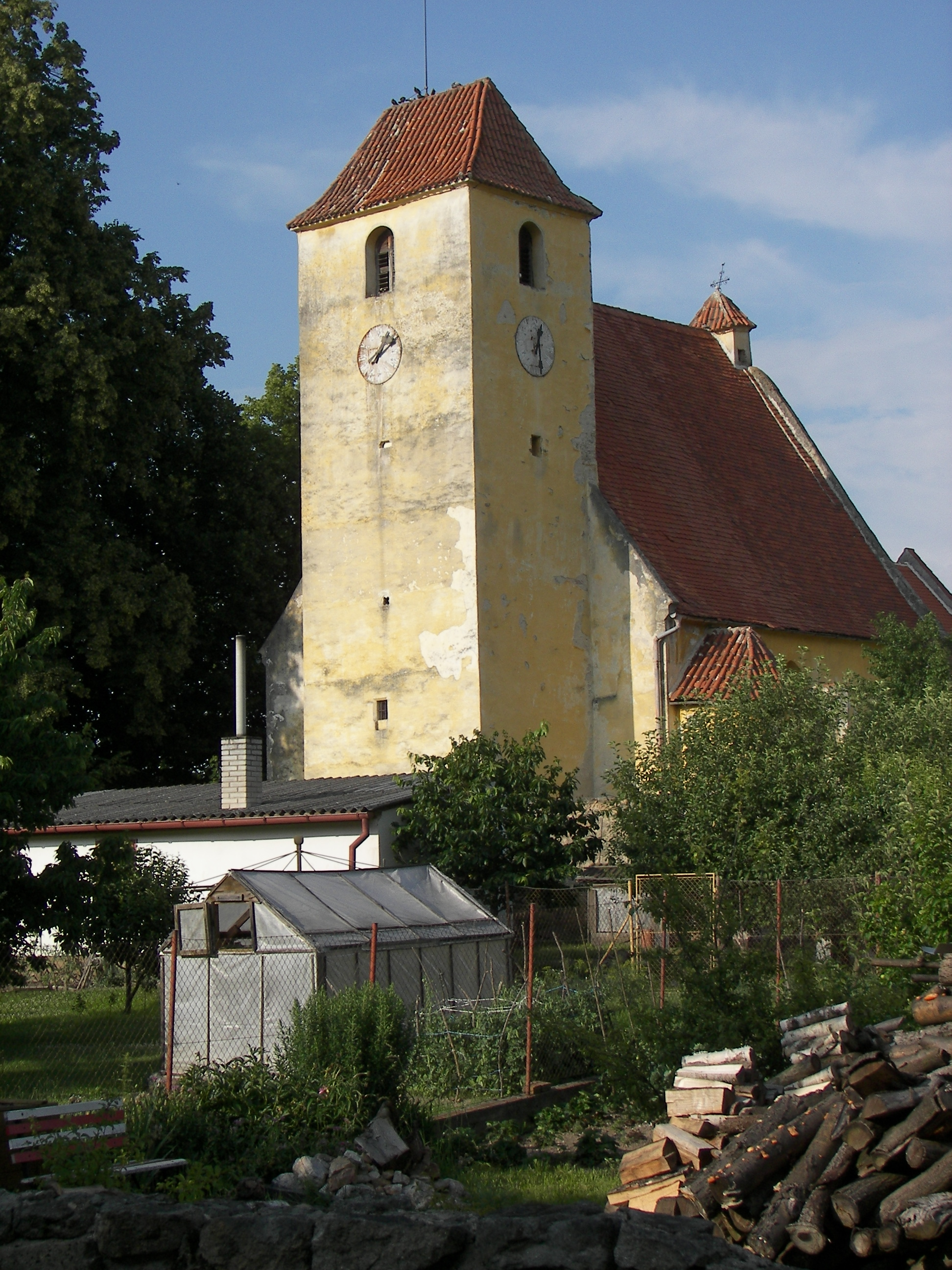
Kirche Johannes des Täufers

Während der Herrschaft des Pavlík von Sonnberg wurde das Kastell 1382–1412 umgebaut und befestigt. Um diese Zeit bestand auch schon die Kirche Johannes des Täufers. 1549–1600 gehörte Sonnberg dem Heinrich Pouzar von Michnitz (Jindřich Pouzar z Michnic). Er ließ das Kastell im Stil der Renaissance umbauen und das Dorf mit einer steinernen Mauer einfrieden. 1602 erwarb Sonnberg Peter Wok von Rosenberg, der es 1610 seinem Sekretär Theobald Hock überließ. Nachdem dieser 1618 wegen Urkundenfälschung angeklagt wurde, gelangte Sonnberg an Peter von Schwanberg, der es seiner Herrschaft Gratzen anschloss. Wegen seiner Beteiligung am böhmischen Ständeaufstand verlor er nach der Schlacht am Weißen Berg seine Besitzungen. Nachfolgend schenkte Kaiser Ferdinand II. Sonnberg seinem Feldherrn Carl Graf Bucquoy. Nach 1789 wurde das Kastell mit dem zugehörigen Landbesitz an die Untertanen verkauft.
1900 bestand Sonnberg aus 320 deutschböhmischen Einwohnern. Bis 1921 stieg die Einwohnerzahl auf 629, davon 95 % Deutschböhmen. Nach der Vertreibung der deutschböhmischen Bevölkerung 1945/46 waren es 1950 nur noch 98 Einwohner; bis 1991 sank die Einwohnerzahl auf 28. Im Jahre 2001 bestand das Dorf aus 30 Wohnhäusern, in denen 24 Menschen lebten.

## Sehenswürdigkeiten

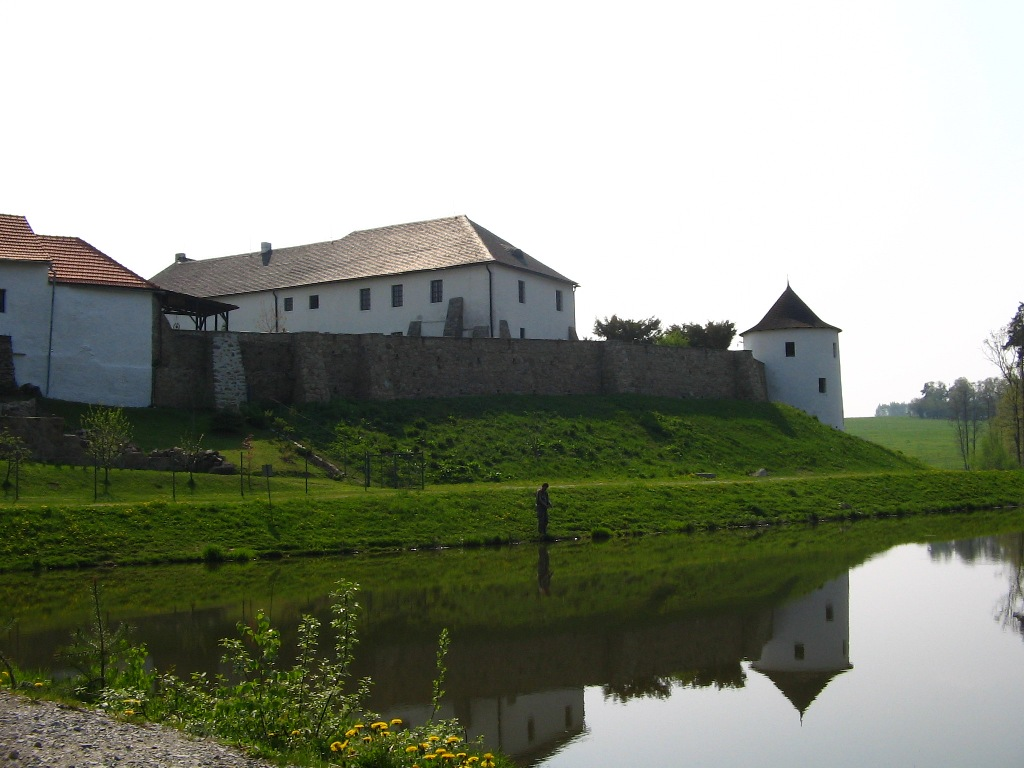
Žumberk

- Die spätgotische Feste Žumberk entstand vermutlich im 14. Jahrhundert. Sie wurde Anfang des 17. Jahrhunderts im Stil der Renaissance umgebaut und in den 1990er Jahren aufwändig restauriert.
- Die gotische Kirche Johannes des Täufers bestand bereits Ende des 14. Jahrhunderts. Sie wurde im 19. Jahrhundert umgestaltet. Ein 2005 gegründeter „Förderverein Pfarrkirche Sonnberg/Zumberk Südböhmen e. V.“[3] mit Sitz in Osnabrück wurde 2022 aufgelöst[4].
- Die Dorfbefestigung mit einer steinernen Mauer, die von sechs Türmen unterbrochen ist, entstand in der zweiten Hälfte des 16. Jahrhunderts. Sie ist weitgehend erhalten und wurde in den letzten Jahren originalgetreu restauriert.